# Az FC Fehérvár 2006–2007-es szezonja
Az FC Fehérvár 2006–2007-es szezonja szócikk az FC Fehérvár első számú férfi labdarúgócsapatának egy szezonjáról szól, mely sorozatban a 7., összességében pedig a 38. idénye a csapatnak a magyar első osztályban. A klub fennállásának ekkor volt a 65. évfordulója.

## Mérkőzések
| Színmagyarázat | Színmagyarázat |
| -------------- | -------------- |
|                | Győzelem.      |
|                | Döntetlen.     |
|                | Vereség.       |

### UEFA-kupa
1. selejtezőkör
| 2006. július 13. 20:00 |

| FC Fehérvár     | 1 – 0   | Kajrat Almati |
| --------------- | ------- | ------------- |
| Dvéri 8' Koller | (1 – 0) | Artemov       |

| Sóstói Stadion, Székesfehérvár Nézőszám: 3 000 Játékvezető: Emil Laursen (dán) |

| 2006. július 27. 15:30 |

| Kajrat Almati                                         | 2 – 1   | FC Fehérvár                      |
| ----------------------------------------------------- | ------- | -------------------------------- |
| Buleshev 75' Smakov 86' (11-esből) Artemov Kadirkulov | (0 – 1) | Sitku 34' Csizmadia Farkas Božić |

| Központi stadion, Almati Játékvezető: Augustus Constantin (román) |

- Idegenben lőtt góllal az FC Fehérvár csapata jutott tovább.

2. selejtezőkör
| 2006. augusztus 10. 20:00 |

| FC Fehérvár                  | 1 – 1   | Grasshopper        |
| ---------------------------- | ------- | ------------------ |
| Horváth 90' Schwarcz Alumona | (0 – 0) | Pinto 70' Weligton |

| Sóstói Stadion, Székesfehérvár Nézőszám: 6 000 Játékvezető: Mike Dean (angol) |

| 2006. augusztus 24. 19:30 |

| Grasshopper                   | 2 – 0   | FC Fehérvár |
| ----------------------------- | ------- | ----------- |
| Sutter 5' António 24' Salatić | (2 – 0) |             |

| Letzigrund, Zürich Nézőszám: 2 600 Játékvezető: Björn Kuipers (holland) |

### Borsodi Liga 2006–07

#### Őszi fordulók
| 1. forduló 2006. július 31. 20:00 |

| FC Fehérvár   | 2 – 3               | Zalaegerszegi TE                      |
| ------------- | ------------------- | ------------------------------------- |
| Sitku 45' 73' | (1 – 1) Jegyzőkönyv | Ljubojević 49' 80' Nagy 54' Józsi 70' |

| Sóstói Stadion, Székesfehérvár Nézőszám: 2 500 Játékvezető: Andó-Szabó Sándor (magyar) |

| 2. forduló 2006. augusztus 5. 20:00 |

| FC Sopron                                    | 2 – 1               | FC Fehérvár                      |
| -------------------------------------------- | ------------------- | -------------------------------- |
| Horváth 45' 90+3' 83' Munteanu 6' Bagoly 12′ | (1 – 0) Jegyzőkönyv | Horváth 78' Koller 33' Božić 53' |

| Káposztás utcai Stadion, Sopron Nézőszám: 3 200 Játékvezető: Vad II. István (magyar) |

| 3. forduló 2006. augusztus 19. 19:00 |

| FC Fehérvár          | 2 – 2               | Pécsi MFC                                                   |
| -------------------- | ------------------- | ----------------------------------------------------------- |
| Farkas 47' Sitku 82' | (0 – 2) Jegyzőkönyv | Pest 15' Nógrádi 45' Szekeres 37' Pavičević 57' Herbert 80' |

| Sóstói Stadion, Székesfehérvár Nézőszám: 2 500 Játékvezető: Gergely Sándor (magyar) |

| 4. forduló 2006. augusztus 27. 17:30 |

| Paksi FC                  | 0 – 2               | FC Fehérvár                                    |
| ------------------------- | ------------------- | ---------------------------------------------- |
| Belényesi 36' Kóczián 89' | (0 – 0) Jegyzőkönyv | Csizmadia 47' Sitku 67' Schwarcz 23' Božić 60' |

| Fehérvári úti stadion, Paks Nézőszám: 3 000 Játékvezető: Kassai Viktor (magyar) |

| 5. forduló 2006. szeptember 9. 19:00 |

| FC Fehérvár            | 2 – 0               | Vasas                           |
| ---------------------- | ------------------- | ------------------------------- |
| Mohl 40' 30' Fehér 66' | (1 – 0) Jegyzőkönyv | Kincses 23' Németh 30' Tóth 56' |

| Sóstói Stadion, Székesfehérvár Nézőszám: 3 000 Játékvezető: Solymosi Péter (magyar) |

| 6. forduló 2006. szeptember 16. 19:00 |

| Kaposvári Rákóczi                                                              | 1 – 0               | FC Fehérvár   |
| ------------------------------------------------------------------------------ | ------------------- | ------------- |
| Zahorecz 15' (11-esből) Šuljić 16' Andruskó 28' Kovácsevics 52' Vasiljević 78′ | (1 – 0) Jegyzőkönyv | Csizmadia 83' |

| Rákóczi Stadion, Kaposvár Nézőszám: 1 500 Játékvezető: Bede Ferenc (magyar) |

| 7. forduló 2006. szeptember 23. 19:00 |

| FC Fehérvár         | 1 – 0               | Dunakanyar-Vác |
| ------------------- | ------------------- | -------------- |
| Lattenstein 12' 16' | (1 – 0) Jegyzőkönyv | Farkas 35'     |

| Sóstói Stadion, Székesfehérvár Nézőszám: 3 000 Játékvezető: Andó-Szabó Sándor (magyar) |

| 8. forduló 2006. szeptember 30. 18:00 |

| Debreceni VSC                                                | 3 – 1               | FC Fehérvár                                |
| ------------------------------------------------------------ | ------------------- | ------------------------------------------ |
| Sidibe 16' 51' 90' Sándor 85′, 87′ Komlósi 90' Bernáth 90+2' | (1 – 0) Jegyzőkönyv | Sitku 61' Györök 28' Kuttor 86' Terjék 86' |

| Oláh Gábor utcai stadion, Debrecen Nézőszám: 7 000 Játékvezető: Vad II. István (magyar) |

| 9. forduló 2006. október 13. 19:00 |

| FC Fehérvár                                 | 2 – 0               | FC Tatabánya                   |
| ------------------------------------------- | ------------------- | ------------------------------ |
| Sitku 18' (11-esből) Alumona 69' Farkas 63' | (1 – 0) Jegyzőkönyv | Nečas 18' Kerényi 66' Filó 77' |

| Sóstói Stadion, Székesfehérvár Nézőszám: 2 500 Játékvezető: Fábián Mihály (magyar) |

| 10. forduló 2006. október 21. 18:00 |

| FC Fehérvár                                  | 1 – 0               | Budapest Honvéd                                   |
| -------------------------------------------- | ------------------- | ------------------------------------------------- |
| Csizmadia 83' Kocsis 44' Božić 59' Sitku 62' | (0 – 0) Jegyzőkönyv | Bartyik 19' Genito 39' Schindler 48' Csobánki 83' |

| Sóstói Stadion, Székesfehérvár Nézőszám: 2 000 Játékvezető: Solymosi Péter (magyar) |

| 11. forduló 2006. október 27. 19:00 |

| MTK Budapest | 0 – 1               | FC Fehérvár                                        |
| ------------ | ------------------- | -------------------------------------------------- |
| Pál 89'      | (0 – 0) Jegyzőkönyv | Dvéri 56' Mohl 9' Kocsis 50' Farkas 65' Terjék 79' |

| Hidegkuti Nándor Stadion, Budapest Nézőszám: 500 Játékvezető: Andó-Szabó Sándor (magyar) |

| 12. forduló 2006. november 3. 19:00 |

| FC Fehérvár                        | 2 – 0               | Diósgyőr |
| ---------------------------------- | ------------------- | -------- |
| Sitku 54' 89' (11-esből) Božić 76' | (0 – 0) Jegyzőkönyv | Buz 23'  |

| Sóstói Stadion, Székesfehérvár Nézőszám: 1 200 Játékvezető: Iványi Zoltán (magyar) |

| 13. forduló 2006. november 11. 13:30 |

| Győri ETO                        | 2 – 0               | FC Fehérvár             |
| -------------------------------- | ------------------- | ----------------------- |
| Tokody 58' 85' Tóth 39' Jäkl 77' | (0 – 0) Jegyzőkönyv | Božić 62' Csizmadia 70' |

| Városi Stadion, Tatabánya Nézőszám: 500 Játékvezető: Kassai Viktor (magyar) |

| 14. forduló 2006. november 17. 19:00 |

| FC Fehérvár                                                     | 3 – 2               | Újpest                                            |
| --------------------------------------------------------------- | ------------------- | ------------------------------------------------- |
| Kuttor 7' Vieira 21' Dajić 37' Terjék 26' Božić 28′ Sitku 90+2' | (3 – 1) Jegyzőkönyv | Rajczi 14' Tisza 63' Erős 40' Böjte 44' Vaskó 54' |

| Sóstói Stadion, Székesfehérvár Nézőszám: 3 000 Játékvezető: Sápi Csaba (magyar) |

| 15. forduló 2006. november 25. 13:00 |

| Rákospalotai EAC                                            | 2 – 0               | FC Fehérvár          |
| ----------------------------------------------------------- | ------------------- | -------------------- |
| Somorjai 75' Nyerges 77' Sallai 33' Pusztai 45' Kapcsos 64' | (0 – 0) Jegyzőkönyv | Kocsis 25′ Dajić 28' |

| Budai II László Stadion, Budapest Nézőszám: 600 Játékvezető: Gergely Sándor (magyar) |

| 16. forduló 2006. december 1. 19:00 |

| Zalaegerszegi TE                                | 2 – 1               | FC Fehérvár                                  |
| ----------------------------------------------- | ------------------- | -------------------------------------------- |
| Nagy 29' Ferenczi 68' 12' Sebők J. 9' Botis 54' | (1 – 1) Jegyzőkönyv | Sitku 10' (11-esből) Fekete 22' Kuttor 90+2' |

| ZTE Aréna, Zalaegerszeg Nézőszám: 5 000 Játékvezető: Bede Ferenc (magyar) |

| 17. forduló 2006. december 10. 19:00 |

| FC Fehérvár                                              | 3 – 1               | FC Sopron              |
| -------------------------------------------------------- | ------------------- | ---------------------- |
| Sitku 10' Božić 18' Terjék 55' 55' Nagy 90' Kocsis 90+2' | (2 – 0) Jegyzőkönyv | Feczesin 78' Szabó 45' |

| Sóstói Stadion, Székesfehérvár Nézőszám: 1 500 Játékvezető: Bognár Tamás (magyar) |

#### Tavaszi fordulók
| 18. forduló 2007. február 24. 15:00 |

| Pécsi MFC                                                | 2 – 0               | FC Fehérvár                     |
| -------------------------------------------------------- | ------------------- | ------------------------------- |
| Lukács 8' Kulcsár 62' (11-esből) Pavičević 34' Varga 56' | (1 – 0) Jegyzőkönyv | Dvéri 42' Terjék 61' Farkas 89' |

| PMFC Stadion, Pécs Nézőszám: 1 500 Játékvezető: Bognár Tamás (magyar) |

| 19. forduló 2007. március 3. 16:00 |

| FC Fehérvár                                         | 1 – 1               | Paksi FC                                                        |
| --------------------------------------------------- | ------------------- | --------------------------------------------------------------- |
| Kuttor 81' 86' Dajić 67' Mohl 73′, 90+2′ Farkas 89′ | (0 – 1) Jegyzőkönyv | Kiss 11' Mészáros 58' Tamási 76' Báló 85' Salamon 86' Varga 88' |

| Sóstói Stadion, Székesfehérvár Nézőszám: 1 000 Játékvezető: Kassai Viktor (magyar) |

| 20. forduló 2007. március 9. 19:00 |

| Vasas                                         | 2 – 2               | FC Fehérvár                              |
| --------------------------------------------- | ------------------- | ---------------------------------------- |
| Kenesei 19' Németh 57' 16' Fehér 26' Tóth 30' | (1 – 0) Jegyzőkönyv | Horváth 56' 22' Vieira 59' 59' Dvéri 65' |

| Illovszky Rudolf Stadion, Budapest Nézőszám: 1 000 Játékvezető: Gergely Sándor (magyar) |

| 21. forduló 2007. március 17. 16:00 |

| FC Fehérvár                       | 1 – 2               | Kaposvári Rákóczi                                             |
| --------------------------------- | ------------------- | ------------------------------------------------------------- |
| Horváth 55' (11-esből) Kuttor 59′ | (0 – 0) Jegyzőkönyv | Zahorecz 60' (11-esből) Oláh 66' Ribi 23' Grúz 62' Petrók 88' |

| Sóstói Stadion, Székesfehérvár Nézőszám: 1 200 Játékvezető: Andó-Szabó Sándor (magyar) |

| 22. forduló 2007. március 31. 16:00 |

| Dunakanyar-Vác                                  | 0 – 2               | FC Fehérvár                          |
| ----------------------------------------------- | ------------------- | ------------------------------------ |
| Kovács 28' Lettrich 40' Palásthy 67' Gulyás 71' | (0 – 2) Jegyzőkönyv | Mohl 15' Horváth 37' Koller 52′, 68′ |

| Ligeti Stadion, Vác Nézőszám: 1 500 Játékvezető: Szilasi Szabolcs (magyar) |

| 23. forduló 2007. április 6. 19:00 |

| FC Fehérvár | 0 – 4               | Debreceni VSC                                                         |
| ----------- | ------------------- | --------------------------------------------------------------------- |
|             | (0 – 2) Jegyzőkönyv | Leandro 28' 40' Lattenstein 38' (öngól) Dzsudzsák 56' 70' Bernáth 64' |

| Sóstói Stadion, Székesfehérvár Nézőszám: 1 652 Játékvezető: Bede Ferenc (magyar) |

| 24. forduló 2007. április 14. 17:00 |

| FC Tatabánya                                                   | 3 – 2               | FC Fehérvár                   |
| -------------------------------------------------------------- | ------------------- | ----------------------------- |
| Vámosi 53' (11-esből) 71′ Kouemaha 65' Juan Pérez 89' Filó 59' | (0 – 2) Jegyzőkönyv | Dajić 18' 42' 77' Horváth 55' |

| Városi Stadion, Tatabánya Nézőszám: 1 000 Játékvezető: Vad II. István (magyar) |

| 25. forduló 2007. április 21. 18:00 |

| Budapest Honvéd        | 1 – 1               | FC Fehérvár                                      |
| ---------------------- | ------------------- | ------------------------------------------------ |
| Abraham 13' Pomper 43' | (1 – 1) Jegyzőkönyv | Baranyai 31' 61' Fekete 38' Božić 45' Vieira 69' |

| Bozsik József Stadion, Budapest Nézőszám: 2 500 Játékvezető: Sápi Csaba (magyar) |

| 26. forduló 2007. április 29. 16:00 |

| FC Fehérvár                                                                     | 5 – 3               | MTK Budapest                                                      |
| ------------------------------------------------------------------------------- | ------------------- | ----------------------------------------------------------------- |
| Dajić 18' 47' Julinho 32' (11-esből) Vayer 57' (11-esből) 67' Nagy 78' Mohl 53' | (2 – 2) Jegyzőkönyv | Kanta 25' Németh 38' Lambulić 53' 57' Rodenbücher 32' Kriston 67' |

| Sóstói Stadion, Székesfehérvár Nézőszám: 2 000 Játékvezető: Szilasi Szabolcs (magyar) |

- A jegyzőkönyvből nem derülnek ki a gólszerzők.

| 27. forduló 2007. május 5. 18:00 |

| Diósgyőr                      | 2 – 1               | FC Fehérvár                               |
| ----------------------------- | ------------------- | ----------------------------------------- |
| Haman 6' Douva 66' Katona 62' | (1 – 1) Jegyzőkönyv | Dajić 40' Koller 44' Nagy 89' Horváth 89′ |

| DVTK-stadion, Miskolc Nézőszám: 2 500 Játékvezető: Sulyok Gergely (magyar) |

- A jegyzőkönyvből nem derülnek ki a gólszerzők.

| 28. forduló 2007. május 11. 19:00 |

| FC Fehérvár                                         | 2 – 1               | Győri ETO                                          |
| --------------------------------------------------- | ------------------- | -------------------------------------------------- |
| Božić 11' Vayer 67' (11-esből) Dajić 58' Vieira 77' | (1 – 0) Jegyzőkönyv | Pákolicz 90' Rozsi 2' Böőr 9' Stark 66′ Mátyus 77' |

| Sóstói Stadion, Székesfehérvár Nézőszám: 1 800 Játékvezető: Szabó Zsolt (magyar) |

| 29. forduló 2007. május 21. 18:00 |

| Újpest    | 0 – 2               | FC Fehérvár                                |
| --------- | ------------------- | ------------------------------------------ |
| Zaleh 67' | (0 – 1) Jegyzőkönyv | Dajić 45' Vieira 50' Fehér 70' Horváth 75' |

| Szusza Ferenc Stadion, Budapest Nézőszám: 2 323 Játékvezető: Kassai Viktor (magyar) |

| 30. forduló 2007. május 26. 18:00 |

| FC Fehérvár                                 | 2 – 2               | Rákospalotai EAC                             |
| ------------------------------------------- | ------------------- | -------------------------------------------- |
| Nagy 58' Dajić 81' 81' Božić 20' Farkas 61' | (0 – 0) Jegyzőkönyv | Tóth 47' 47' Torma 57' Horváth 32' Cseri 70' |

| Sóstói Stadion, Székesfehérvár Nézőszám: 1 660 Játékvezető: Sápi Csaba (magyar) |

#### A bajnokság végeredménye
| #  | Csapat            | J  | Gy | D  | V  | Rg | Kg | Gk  | P  | Megjegyzés      |
| -- | ----------------- | -- | -- | -- | -- | -- | -- | --- | -- | --------------- |
| 1  | Debreceni VSC     | 30 | 22 | 3  | 5  | 63 | 21 | +42 | 69 | Bajnokok ligája |
| 2  | MTK Budapest      | 30 | 19 | 4  | 7  | 61 | 33 | +28 | 61 | UEFA-kupa       |
| 3  | Zalaegerszegi TE  | 30 | 17 | 4  | 9  | 54 | 38 | +16 | 55 |                 |
| 4  | Újpest            | 30 | 15 | 4  | 11 | 39 | 32 | +7  | 46 | [ 3 ]           |
| 5  | Vasas             | 30 | 13 | 6  | 11 | 43 | 41 | +2  | 45 |                 |
| 6  | FC Fehérvár       | 30 | 13 | 5  | 12 | 45 | 43 | +2  | 44 |                 |
| 7  | Kaposvári Rákóczi | 30 | 12 | 5  | 13 | 40 | 36 | +4  | 41 |                 |
| 8  | Budapest Honvéd   | 30 | 11 | 8  | 11 | 48 | 43 | +5  | 41 | UEFA-kupa       |
| 9  | Diósgyőr          | 30 | 11 | 5  | 14 | 40 | 52 | -12 | 38 |                 |
| 10 | FC Sopron         | 30 | 11 | 4  | 15 | 33 | 46 | -13 | 37 |                 |
| 11 | Paksi FC          | 30 | 10 | 7  | 13 | 34 | 38 | -4  | 37 |                 |
| 12 | FC Tatabánya      | 30 | 11 | 3  | 16 | 46 | 58 | -12 | 36 |                 |
| 13 | Győri ETO         | 30 | 9  | 8  | 13 | 37 | 43 | -6  | 35 |                 |
| 14 | Rákospalotai EAC  | 30 | 9  | 7  | 14 | 42 | 55 | -13 | 34 |                 |
| 15 | Pécsi MFC         | 30 | 7  | 12 | 11 | 31 | 41 | -10 | 33 | Kieső           |
| 16 | Dunakanyar-Vác    | 30 | 4  | 7  | 19 | 21 | 57 | -36 | 19 | Kieső           |

1. ↑  A Bajnokok Ligája selejtezőjének második körébe jut
2. ↑  Az UEFA-kupa selejtezőjének első fordulójába jut
3. ↑  az Újpest FC 3 pont levonást kapott
4. ↑  Az UEFA-kupa selejtezőjének első fordulójába jut (Magyar Kupa győztesként)

#### Eredmények összesítése
Az alábbi táblázatban összesítve szerepelnek az FC Fehérvár 2006/07-es bajnokságban elért eredményei.
| Ősz/tavasz (forduló)    | Otthon | Otthon | Otthon | Otthon | Otthon | Otthon | Otthon | Idegenben | Idegenben | Idegenben | Idegenben | Idegenben | Idegenben | Idegenben |
| Ősz/tavasz (forduló)    | M      | GY     | D      | V      | LG–KG  | GK     | P      | M         | GY        | D         | V         | LG–KG     | GK        | P         |
| ----------------------- | ------ | ------ | ------ | ------ | ------ | ------ | ------ | --------- | --------- | --------- | --------- | --------- | --------- | --------- |
| Őszi szezon (1–15.)     | 9      | 7      | 1      | 1      | 18–8   | +10    | 22     | 8         | 2         | 0         | 6         | 6–12      | –6        | 6         |
| Tavaszi szezon (16–30.) | 6      | 2      | 2      | 2      | 11–13  | –2     | 8      | 7         | 2         | 2         | 3         | 10–10     | 0         | 8         |
| Összesen (1–30.)        | 15     | 9      | 3      | 3      | 29–21  | +8     | 30     | 15        | 4         | 2         | 9         | 16–22     | –6        | 14        |

#### Helyezések fordulónként
| Forduló  | 1 | 2  | 3  | 4  | 5  | 6 | 7  | 8 | 9  | 10 | 11 | 12 | 13 | 14 | 15 | 16 | 17 | 18 | 19 | 20 | 21 | 22 | 23 | 24 | 25 | 26 | 27 | 28 | 29 | 30 |
| -------- | - | -- | -- | -- | -- | - | -- | - | -- | -- | -- | -- | -- | -- | -- | -- | -- | -- | -- | -- | -- | -- | -- | -- | -- | -- | -- | -- | -- | -- |
| Helyszín | O | I  | O  | I  | O  | I | O  | I | O  | O  | I  | O  | I  | O  | I  | I  | O  | I  | O  | I  | O  | I  | O  | I  | I  | O  | I  | O  | I  | O  |
| Eredmény | V | V  | D  | GY | GY | V | GY | V | GY | GY | GY | GY | V  | GY | V  | V  | GY | V  | D  | D  | V  | GY | V  | V  | D  | GY | V  | GY | GY | D  |
| Helyezés | 8 | 15 | 14 | 10 | 6  | 7 | 7  | 8 | 7  | 5  | 5  | 4  | 5  | 5  | 5  | 5  | 5  | 6  | 5  | 5  | 7  | 5  | 7  | 7  | 6  | 6  | 6  | 6  | 5  | 6  |

Helyszín: O = Otthon; I = Idegenben. Eredmény: GY = Győzelem; D = Döntetlen; V = Vereség.

### Magyar kupa
4. forduló
| 2006. október 18. 17:30 |

| Gyirmót FC                        | 5 – 4       | FC Fehérvár                                   |
| --------------------------------- | ----------- | --------------------------------------------- |
| Nagy Oross Török Tóth Károlyi 73' | Jegyzőkönyv | Kuttor Vieira Sitku Vincze 10′, 58′ Božić 74' |

| Győr |

- Hosszabbítás után alakult ki a végeredmény.

### Szuperkupa
| Első mérkőzés 2006. július 17. 20:00 |

| FC Fehérvár               | 0 – 1   | Debreceni VSC                     |
| ------------------------- | ------- | --------------------------------- |
| Vincze 26′ Horváth G. 35' | (0 – 1) | Bogdanović 4' Éger 74' Máté 90+1' |

| Sóstói Stadion, Székesfehérvár Nézőszám: 3 000 Játékvezető: Bede Ferenc (magyar) |

| Visszavágó 2006. július 20. 20:00 |

| Debreceni VSC                                                                            | 2 – 1   | FC Fehérvár                                  |
| ---------------------------------------------------------------------------------------- | ------- | -------------------------------------------- |
| Dzsudzsák 53' Koller 88' (öngól) Szatmári 13' Halmosi 20' Dombi 42' Éger 70' Bernáth 75′ | (0 – 1) | Horváth G. 7' 72' Božić 11' Horváth F. 90+1' |

| Oláh Gábor utca, Debrecen Nézőszám: 8 000 Játékvezető: Fábián Mihály (magyar) |